# Maria Czaykowska-Kozicka
Maria Czaykowska-Kozicka (ur. 15 sierpnia 1878 w Bilczu, zm. 8 czerwca 1963 w Polanicy-Zdroju) – polska malarka.

## Życiorys
Do szkoły realnej uczęszczała w Przemyślu, równocześnie obierała lekcje rysunku u Mikołaja Kwiecińskiego. W 1895 wyjechała do Monachium, gdzie studiowała u Johanna Caspara Hertericha i Friedricha Fehra. Następnie zamieszkała w Krakowie, gdzie uczyła się w szkole malarstwa i rzeźby Teofili Certowicz, jednym z jej nauczycieli był Jacek Malczewski. Od stycznia 1901 studiowała na krakowskiej Akademii Sztuk Pięknych pod kierunkiem Józefa Mehoffera i Jana Stanisławskiego, naukę przerwała jesienią 1902 wyjeżdżając do Paryża.
Kontynuowała tam studia w École nationale supérieure des beaux-arts u Ferdinanda Humberta, Luca-Oliviera Mersona i Antonia de La Gandary. Poznała wówczas swojego przyszłego męża Stanisława Kozickiego, ślub wzięli 30 listopada 1907 w kościele św. Krzyża w Warszawie. Po ślubie wyjechali na dwa lata do Paryża. Po powrocie do Warszawy wystawiała swoje prace w Zachęcie. W 1918 wyjechali ponownie do Paryża, od 1920 przez krótki czas mieszkała z mężem w Poznaniu, a następnie ponownie w Warszawie. W lutym 1926 Stanisław Kozicki został ambasadorem RP w Rzymie, już w grudniu tego samego roku został odwołany i para powróciła do Warszawy.
Po upadku powstania warszawskiego przedostali się do Śmiłowic koło Proszowic, a w 1945 do Krakowa. Dwa lata później wyprowadzili się na stałe do Polanicy-Zdroju, gdzie zmarła i została pochowana.

## Twórczość
Malowała obrazy rodzajowe, portrety i pejzaże oraz martwe natury. Swoje prace wystawiała od 1899 w Salonie Krywulta, w latach 1902–1925 w Zachęcie, od 1900 w Towarzystwie Przyjaciół Sztuk Pięknych w Krakowie i Lwowie. W 1913 jej prace uczestniczyły w Pierwszej Wystawie Niezależnych w warszawskim Salonie Artystycznym. W tym samym roku miała pierwszą wystawę indywidualną w Zachęcie. Podczas pobytu w Paryżu w latach 1918–1920 w Salon des Indépendants i na wystawie Quelques Artistes Polonais w Galerie Barbazanges. Maria Czaykowska-Kozicka uczestniczyła w wystawach szkoły Teofili Certowicz oraz Koła Artystek Polskich we Lwowie i Stowarzyszenia Artystów Polskich w Krakowie. Była członkiem Towarzystwa Zachęty Sztuk Pięknych. Prace w Muzeach Narodowych w Warszawie i Krakowie.